# James Gregory
James Gregory (anglès: James Gregorie)  (Manse of Drumoak, 1638 - Edimburg, 1675) va ser un matemàtic i astrònom escocès.

## Vida
Fill d'una família benestant i educada dels afores d'Aberdeen, va ser educat a casa per la seva mare i el seu germà David, dotze anys més gran. Va fer els estudis secundaris a Aberdeen i el 1653 va ingressar en el Marischal College de la Universitat d'Aberdeen, en el qual es va graduar el 1657. No existeixen dades de la seva vida i activitats posteriors a la graduació fins que el 1662-1663 es va traslladar a Londres.
El 1664 va viatjar a Itàlia i va treballar a la Universitat de Pàdua amb Stefano degli Angeli, qui el va introduir en el mètode dels indivisibles de Cavalieri. En retornar a la Gran Bretanya el 1668, i després de romandre uns mesos a Londres, va ser nomenat professor de la universitats de St. Andrews, càrrec que va mantenir fins al 1674 quan es va traslladar a la universitat d'Edimburg. Sobtadament, va morir un any després quan només tenia 37 anys.
D'ell s'ha dit que va ser el matemàtic anglès més notable del seu segle després de Newton. Un cràter lunar ha estat batejat com Gregory en el seu honor.

## Obra
Va publicar tres llibres: Optica Promota el 1663, Vera Circuli et Hyperbolae Quadratura el 1667 i Geometriae Pars Universalis el 1668, i ja no va publicar res més mentre era professor universitari.

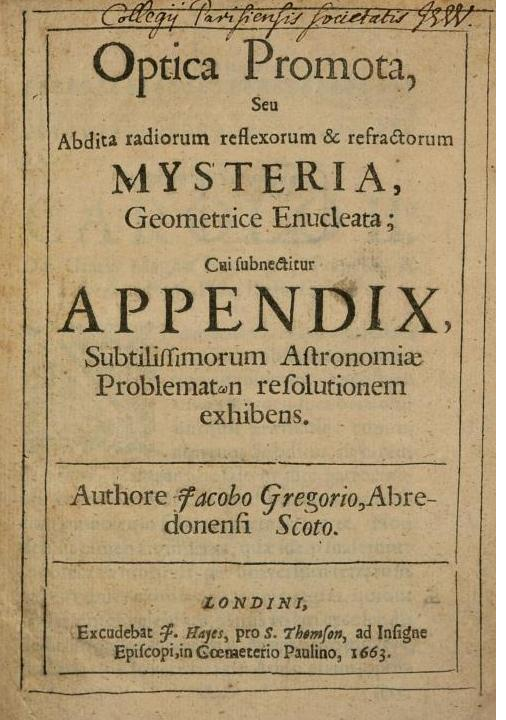
Optica Promota, 1663

### Optica Promota
En aquest llibre es descriu un tipus de telescopi reflector que amb el temps duria el seu nom: el telescopi tipus Gregory o "gregorià".
El fonament d'aquest telescopi es basa en la utilització d'un mirall secundari parabòlic, que elimina l'aberració cromàtica i l'aberració esfèrica que es produïa en els telescopis refractors. Encara que James Gregory mai va ser capaç de construir-ne un, es van començar a fabricar en anys posteriors. Aquest tipus de telescopis estan en desús, perquè actualment existeixen models més optimitzats; no obstant això, alguns radiotelescopis com el d'Arecibo utilitzen òptiques gregorianes.
En el llibre també s'esmenta un mètode per a calcular la distància entre la Terra i el sol, valent-se per a això del trànsit de Venus. Aquest va ser el primer mètode fiable utilitzat per a determinar el valor de la unitat astronòmica (UA), fins a l'aparició dels moderns sistemes làser i radar.

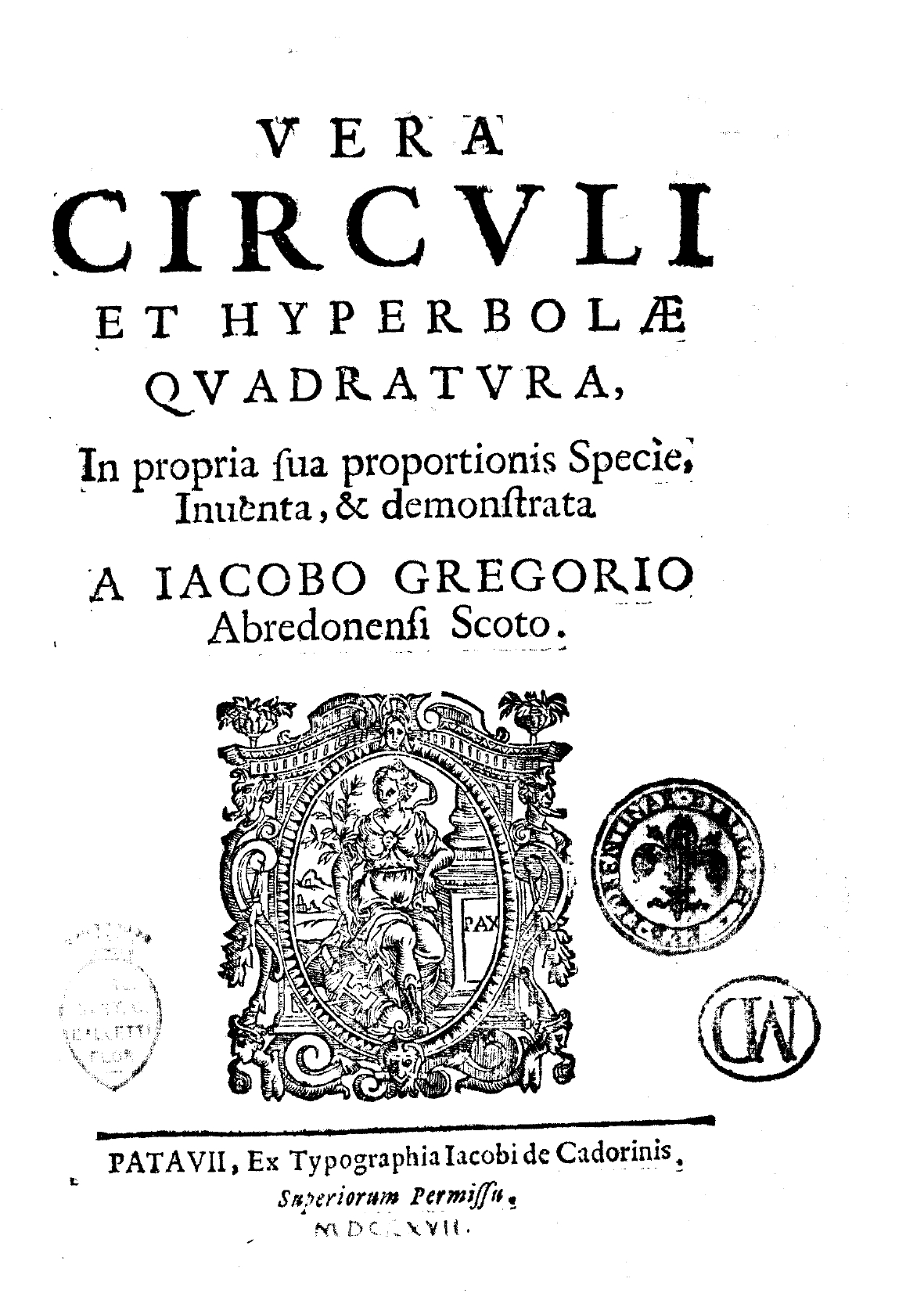
Vera circuli et hyperbolae quadratura, 1667

### Vera Circuli et Hyperbolae Quadratura
En aquesta obra s'estudia la possibilitat de calcular l'àrea de cercles i hipèrboles mitjançant sèries infinites convergents. Un any més tard, el llibre es reeditaria, mostrant els mètodes d'obtenció de volums de sòlids de revolució. Una de les fórmules desenvolupada en sèrie infinita convergent que més útil es va mostrar va ser la de l'arc-tangent:
{\displaystyle \arctan {\frac {1}{x}}={\frac {1}{x}}-{\frac {1}{3x^{3}}}+{\frac {1}{5x^{5}}}-...},
que, anys més tard, faria servir John Machin per a calcular el valor del nombre π.

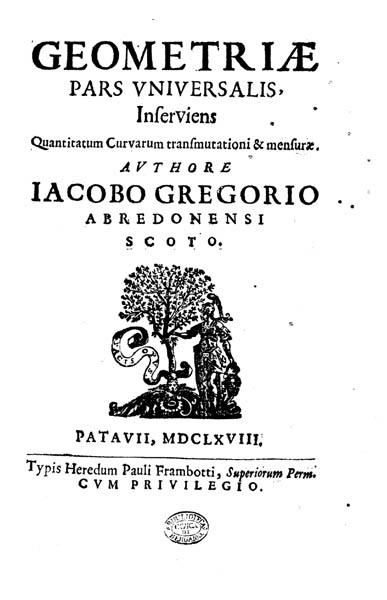
Geometriae Pars Universalis, 1668

### Geometriae Pars Universalis
Es tracta d'un compendi sistemàtic dels resultats coneguts fins a la seva època sobre diferenciació i integració. Però el llobre és notable perquè inclou la primera dmostració del Teorema fonamental del càlcul i perquè especula entorn de l'existència dels nombres transcendents.
James Gregory és també el descobridor de la Xarxa de difracció, que permet separar la llum en diferents longituds d'ona.